# Me ’n Rock ’n Roll Are Here to Stay
Me ’n Rock ’n Roll Are Here to Stay ist ein Album von David Ruffin. Es führte zwei der bedeutendsten Köpfe der Motown-Geschichte zusammen: David Ruffin, in den 1960er Jahren Sänger der Temptations und während dieser Zeit Stimme von Hits wie My Girl, (I Know) I’m Losing You oder I Wish It Would Rain, und Norman Whitfield, als Hauptproduzent der Temptations nach Ruffins Ausstieg verantwortlich für deren neuen „psychedelischen“ Sound mit Hits wie Papa Was a Rollin’ Stone und Masterpiece.
Zusammen kreierten sie ein energiegeladenes Album, das nur teilweise den für Whitfield zu dieser Zeit typischen „Psychedelic Soul“-Sound aufweist. Denn während Lieder wie I Saw You When You Met Her oder Smiling Faces Sometimes (ein Titel, den Whitfield zuvor schon mit The Undisputed Truth und den Temptations aufnahm) in eben jene Richtung gehen, gibt es auch deutliche Gegenstücke.
Superstar (Remember How You Got Where You Are), ebenfalls bereits einige Jahre zuvor von den Temptations aufgenommen, wurde komplett neu arrangiert und erinnert nun klanglich eher an ein Trucker/Country-Lied. Me ’n Rock ’n Roll (Are Here to Stay) und I Just Want to Celebrate sind dagegen Uptempo-Songs mit beinahe exzessivem Einsatz von Blechbläsern.
Kontraste bilden auch Take Me Clear From Here, ein mit Streicherklängen unterlegtes Soul-Stück mit einem unbeschwert leichten Arrangement, und das von Mark Davis produzierte City Stars, das ebenfalls von Streicherklängen begleitet wird und rhythmisch leicht an den Eddie-Kendricks-Hit Keep On Truckin'  erinnert.

## Titelliste
1. I Saw You When You Met Her (6:49)
(Norman Whitfield)
2. Take Me Clear From Here (3:33)
(Vincent DiMirco)
3. Smiling Faces Sometimes (5:31)
(Norman Whitfield / Barrett Strong)
4. Me ’n Rock ’n Roll (Are Here to Stay) (3:05)
(Norman Whitfield)
5. Superstar (Remember How You Got Where You Are) (3:33)
(Norman Whitfield / Barrett Strong)
6. No Matter Where (3:34)
(Clarence Drayton / Tamy Smith)
7. City Stars (3:13)
(Dobie Gray / Chuck Higgins Jr.)
8. I Just Want to Celebrate (3:12)
(Nick Zesses / Dino Fekaris)

## Charts
US-Popcharts: # 201

US-R&B-Charts: # 37

## Veröffentlichte Singles
- Me ’n Rock ’n Roll (Are Here to Stay) / Smiling Faces Sometimes

veröffentlicht am 10. Oktober 1974; keine Chartplatzierung
- Superstar (Remember How You Got Where You Are) / No Matter Where

veröffentlicht am 31. Januar 1975; keine Chartplatzierung

## CD-Veröffentlichung
2005, Hip-O Select / Motown: The Great David Ruffin - The Motown Solo Albums, Volume 1